# انگشت (یکا)

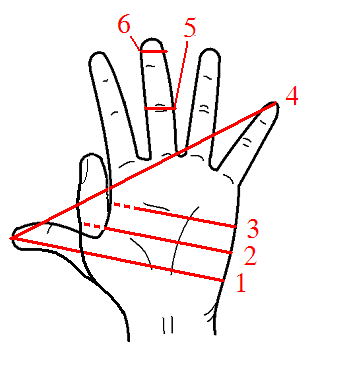
شماره ۵ که معادل طول یک انگشت را نشان می‌دهد.

انگشت یک یکای اندازه‌گیری طول است و معمولاً" به عرض انگشت یک انسان بالغ است. در علم پزشکی این واحد به صورت گسترده‌ای کاربرد دارد.